# Allspråket
Allspråket, all-språket eller svinatyska är ett lekfullt kodspråk där början av ett ord flyttas till slutet, och "all" läggs till efteråt. Den grundläggande principen liknar engelskans Pig latin.
I den version som verkar vanligast flyttas alla konsonanter före första vokalen till slutet av ordet: knasig blir asigknall (asig-kn-all). Ordet delas alltså före första vokalen, vilket kan jämföras med Fikonspråket där ordet delas efter första vokalen.

## Varianter
Det finns också några alternativa regler för hur omkastningen av bokstäver skall ske:
- Enbart första konsonanten (före första vokalen) flyttas till slutet: knasig blir i denna variant nasigkall.[6]
- Bokstäverna som flyttas sätts efter "all": knasig blir i denna variant nasigallk eller asigallkn.[7]
- Infoga "all" direkt efter första konsonanten: knasig blir i denna variant kallnasig.[8]

## Specialfall
De två övre versionerna av allspråket innebär att i ord som börjar med vokal flyttas inga bokstäver alls: apelsin blir apelsinall. Det går också att, för att koda orden ännu hårdare, dela upp ord i stavelser och koda varje stavelse. Apelsin blir då apelallinsall.
Ord som både börjar och slutar på vokal blir svåruttalade eftersom det blir en vokal direkt före a:et i "all": ute blir uteall. Sammansatta ord blir lätt igenkännbara om reglerna ovan följs: kaffekopp blir affekoppkall.